# Нова Сьвента (Великопольське воєводство)
Нова Сьвента (пол. Nowa Święta) — село в Польщі, у гміні Злотув Злотовського повіту Великопольського воєводства.
Населення — 398 осіб (2011).
У 1975-1998 роках село належало до Пільського воєводства.

## Демографія
Демографічна структура станом на 31 березня 2011 року:
|          | Загалом | Допрацездатний вік | Працездатний вік | Постпрацездатний вік |
| -------- | ------- | ------------------ | ---------------- | -------------------- |
| Чоловіки | 199     | 38                 | 143              | 18                   |
| Жінки    | 199     | 49                 | 110              | 40                   |
| Разом    | 398     | 87                 | 253              | 58                   |